# Felicien Kabundi
Felicien Kabundi (15 de maio de 1980) é um jogador de futebol da República Democrática do Congo. Joga no TP Mazembe, e disputou a Copa das Nações Africanas de 2006.